# Derek Cameron
Derek Cameron (Bay City, 27 giugno 1972) è un attore pornografico statunitense.

## Biografia
Derek Cameron ha debuttato nel mondo della pornografia all'età di ventidue anni. In carriera ha recitato in numerosi film pornografici a tematica gay, dove ha assunto principalmente il ruolo di passivo. Ha lavorato, tra le altre, per le case di produzione Midnight Men Video, Pleasure Productions, New Age Pictures, COLT Studio Group e Falcon Entertainment. È circonciso.
Dopo aver recitato in Blue Nights e Blondes Do It Best 3, è stato scelto dal regista Matt Sterling per il film Tradewinds del 1995 nel quale ha auto grande successo con la sua prestazione al fianco di Kurt Young. Per questa pellicola ha ricevuto il Gay Erotic Video Awards e l'Adult Video News per la miglior scena erotica e il Grabby Award per la miglior scena di sesso.
Nel 1997 ha recitato in diverse pellicole. Ha interpretato un giovane studente statunitense d'arte in viaggio in Italia nel film Journey to Italy 1, diretto da Lucas Kazan per la Odyssey Men Video e girato tutto in esterno tra Milano, la Toscana e le Alpi. In seguito, ha ottenuto un ruolo in Underground diretto da Gino Colbert e John Travis, con Jeff Stryker, Christopher Zale, Paul Carrigan, Ekzavir Falcon Wray, Cory Adams, Blue Blake, Logan Reed e Paul Morgan, dove, grazie al suo ruolo passivo nella scena con Jeff Stryker, ha vinto nuovamente l'Adult Video News per la miglior scena erotica.
Il 1997 è stato anche l'anno in cui Derek Cameron ha recitato nel suo primo suo lungometraggio di genere leather. La Falcon Entertainment, infatti, lo ha inserito nel cast di The Chosen, diretto da John Rutherford. Nel film, a sua insaputa, viene condotto con Paul Morgan e Damon Wolf da Christopher Scott in un club dove verrà schiavizzato e dominato da Mike Branson, Jeff Palmer, Travis Wade, Buck Meadows, Brian Cruise e Michael Lucas, questi ultimi tutti ricoperti da accessori in cuoio. Per questa forte scena di sesso, in cui l'attore subisce una doppia penetrazione, la pellicola otterrà il Men in Video Awards per la miglior orgia e Derek Cameron il Gay Erotic Video Awards per la miglior prestazione di sesso orale.
L'anno seguente ha avuto una parte nel pluripremiato Three Brothers, diretto da Sam Slam e Gino Colbert, con protagonisti i tre fratelli Rockland: Hal, Vince e Shane. In particolare si è distinto nella scena di sesso di gruppo Three Men and a Blond che gli ha permesso di essere premiato con due Gay Erotic Video Awards per la miglior scena erotica e la miglior scena di sesso di gruppo.
In Fever, film porno in stile romantico-sentimentale di John Rutherford, prodotto dagli Falcon Studios, ha recitato nella sequenza iniziale con Drew Damon, attore canadese noto per notevole dimensione del suo pene, in erezione lungo di circa 25,5 centimetri. Per lo stesso regista ha girato anche The Big Thrill vestendo i panni del fidanzato infedele di Colby Taylor che cede alle lusinghe di Gregg Rockwell. Nella scena finale del lungometraggio con Colby Taylor l'attore assume anche il ruolo di attivo, uno dei pochi in carriera.
Nel 1999 è stato inserito nel cast di Technical Ecstasy, il film pronografico fantasy del regista Wash West, con Sam Crockett, Chad Kennedy e Tony Donovan, premiato con due Grabby Award (Best Video Fantasy e Best Duo Sex Scene) e due Gay Erotic Video Awards (Best Packaging e Best Erotic Scene).
Negli anni duemila ha recitato in The Servant e Sex Psycho per il regista Thor Stephens, in The Dark Side e Good as Gold per Kristofer Weston ed in Bounce, Deep South 1 - The Big and the Easy, Splash Shots 3 To The Hilt, Hog The Leather File per Chi Chi LaRue e John Rutherford.
In Deep South 1 - The Big and the Easy del 2002 ha partecipato ad un'orgia a nove elementi con: Josh Weston, Jack Ryan, Jeremy Jordan, Chad Hunt, Adam Wolfe, Jason Tyler, Clay Maverick, Sebastian Cole che gli ha valso il GayVN Awards e il Grabby Award per la miglio scena di sesso di gruppo.
Grazie alla sua notorietà, ha avuto un cameo in The Fluffer il film indipendente del 2001, che ruota attorno all'ambiente dell'industria pornografica gay, scritto e diretto da Wash Westmoreland assieme al compagno Richard Glatzer, selezionato per il Festival di Berlino e per il Toronto International Film Festival.

## Premi
- 1996 Gay Erotic Video Awards: Best Erotic Scene: Tradewinds
- 1996 Adult Video News: Best Erotic Scene: Tradewinds
- 1996 Grabby Award: Best Sex Scene: Tradewinds
- 1997 Adult Video News: Best Erotic Scene: Underground
- 1997 Gay Erotic Video Awards: Best Bottom
- 1997 Gay Erotic Video Awards: Best Erotic Scene: Manhandlers
- 1997 Gay Erotic Video Awards: Best Oral Scene: The Chosen
- 1998 Men in Video Awards: Hottest Cocksucker
- 1998 Men in Video Awards: Best Bottom
- 1998 Gay Erotic Video Awards: Best Erotic Scene: Three Brothers
- 1998 Gay Erotic Video Awards: Best Group Scene: Three Brothers
- 2002 Grabby Award: Best Group Scene: Deep South 1: The Big and the Easy
- 2003 GayVN Awards: Best Group Scene: Deep South 1: The Big and the Easy

## Filmografia
- Boys of Big Sur (1994)
- Blonds Do It Best 3 (1995)
- Blue Nights (1996)
- Tradewinds (1996)
- Chosen (1997)
- Cocktails (1997)
- Heatwave (1997)
- Heatwave: Director's Cut (1997)
- Journey to Italy (1997)
- Man Watch (1997)
- Manhandlers (1997)
- On Your Knees (1997)
- Underground (1997)
- Big Thrill: I Know Who You Did Last Summer (1998)
- Fever (Gay) (1998)
- Three Brothers (1998)
- Desire: Journey To Italy 2 (1999)
- Nude Science (1999)
- Technical Ecstasy (1999)
- Servant (2000)
- Bounce (2001)
- Best of Derek Cameron (2002)
- Dark Side (2002)
- Deep South: The Big and the Easy 1 (2002)
- Kinky Gays (2002)
- Sex Psycho (2002)
- Splash Shots 3: To The Hilt (2002)
- Best of Chad Hunt (II) (2003)
- Good As Gold (2003)
- Hog: The Leather File (2004)
- Quickies: Dirty Men Club (2006)
- Quickies: Men My Ass Is Ready (2006)
- Quickies: Men Swallowing for Fun (2006)
- Smack My Crack (2006)
- Best Of Colby Taylor 1 (2007)
- Best of Josh Weston 2 (2007)
- Best of Tommy Brandt (2007)
- Great Dane Gold (2008)
- Best of Travis Wade 2 (2010)
- Double Penetration (2010)
- Mike Branson: My Big Fucking Dick (2012)
- Best of Nino Bacci (2013)